# 军机大臣
軍機大臣（穆麟德轉寫：coohai nashūn -i amban），雅稱為樞密，負責為清朝皇帝「跪受筆錄」提供建議的職務。中國清代中樞職務名稱；該頭銜屬於任務性質，而非定制官銜，無品階可言，擔任者亦無俸祿。

## 歷史
清朝沿襲明朝制度，實行君主集權，不設宰相。雍正帝初為指揮青海戰事之需要，於1732年設立軍機處；後沿為定制，負責輔佐皇帝處理軍國大政。雍正時首任軍機大臣為怡親王胤祥，恩遇最隆。
自軍機處設立，軍機大臣於雍正後期，取代內閣大學士成為清朝事實上的宰相，但與宰相職務不同的是，此為沒有任何品階的非定制職銜，職權亦比不上明朝以前的宰相。軍機大臣的權力完全取決於皇帝的信任，由於是非定制官銜，皇帝可隨時撤職，亦因此被認為「非真宰相」。直到清末官制改定，理論上其功能為新內閣所取代，然而清末1911年，首任內閣總理大臣慶親王奕劻，原亦為領班軍機王大臣。
軍機處的編制，大臣由親王、大學士、尚書、侍郎或京堂充任，無定員，一般六、七人。其中資歷最深者為「首席軍機大臣」，或稱「領班軍機大臣」，但沒有正式的名義；入值軍機時按資歷深淺的分別稱「軍機處行走」、「軍機大臣上行走」及「軍機大臣上學習行走」三種；「軍機處行走」名目從嘉慶朝後期起即極少使用，僅恭親王奕訢以議政王入值軍機時使用過一次。另有「軍機章京上行走」若干人負責協助大臣處理文書事務。

## 历代军机大臣

### 雍正朝
怡親王胤祥
張廷玉
马尔赛
蒋廷锡
鄂尔泰
哈元生
马兰泰
福彭
讷亲
班第

### 乾隆朝
鄂尔泰
张廷玉
讷亲
班第
索柱
丰盛额
海望
莽鹄立
纳延泰
徐本
傅恆
汪由敦
高斌
蒋溥
陈大受
舒赫德
来保
尹继善
刘纶
兆惠
劉統勳
觉罗雅尔哈善
阿兰泰
阿里衮
裘曰修
梦麟
三泰
富德
于敏中
阿桂
福隆安
索琳
温福
丰升额
桂林
庆桂
福康安
袁守侗
梁国治
阿思哈
和珅
明亮
李侍尧
董诰
福长安
王杰
孙士毅
松筠
台布

### 嘉庆朝
阿桂
和珅
王杰
福长安
董诰
台布
沈初
傅森
戴衢亨
吴熊光
那彦成
成親王永瑆
庆桂
成德
刘权之
德瑛
英和
托津
方维甸
盧蔭溥
松筠
勒保
桂芳
章煦
戴均元
和瑛
文孚

### 道光朝
曹振镛
黄钺
英和
盧蔭溥
文孚
松筠
长龄
玉麟
王鼎
蒋攸銛
穆彰阿
潘世恩
赵盛奎
赛尚阿
奎照
文庆
隆文
何汝霖
祁雋藻
陈孚恩
季芝昌

### 咸丰朝
祁雋藻
赛尚阿
何汝霖
季芝昌
穆蔭
舒兴阿
彭蕴章
邵灿
麟魁
恭親王奕訢
瑞麟
杜翰
文庆
柏葰
匡源
文祥
焦祐瀛

### 同治朝
恭親王奕訢
桂良
沈兆霖
宝鋆
曹毓瑛
文祥
李棠阶
李鸿藻
胡家玉
汪元方
沈桂芬

### 光绪朝
恭親王奕訢
文祥
宝鋆
沈桂芬
李鸿藻
景廉
王文韶
醇親王奕譞
左宗棠
翁同龢
潘祖蔭
礼親王世铎
额勒和布
阎敬铭
张之万
孙毓汶
许庚身
徐用仪
刚毅
錢應溥
廖寿恆
裕禄
荣禄
啟秀
赵舒翘
载漪
鹿传霖
瞿鸿禨
慶親王奕劻
荣庆
徐世昌
铁良
世续
林绍年
醇親王載灃
张之洞
袁世凯
那桐

### 宣統朝
慶親王奕劻
袁世凱
世续
张之洞
那桐
鹿傳霖
戴鴻慈
吳郁生
貝勒毓朗
徐世昌